# Lyssomanes burrera
Lyssomanes burrera là một loài nhện trong họ Salticidae.
Loài này thuộc chi Lyssomanes. Lyssomanes burrera được Mauricio Jiménez & Tejas miêu tả năm 1993.